# Akua Kuenyehia
Akua Kuenyehia (* 1. Januar 1947 in Akropong, Ghana) ist eine Juristin aus Ghana. Sie unterrichtete von 1972 bis 1996 als Dozentin und von 1996 bis 2002 als Professorin an der Universität von Ghana. Von 2003 bis 2015 war sie Richterin am Internationalen Strafgerichtshof, an dem sie von 2003 bis 2009 als Vizepräsidentin fungierte.

## Leben
Akua Kuenyehia wurde 1947 geboren und erlangte 1969 einen LL.B.-Abschluss an der Universität von Ghana sowie drei Jahre später einen Bachelor of Civil Law am Somerville College der University of Oxford. Ab 1972 wirkte sie als Dozentin für die Fächer Strafrecht, Völkerrecht und Menschenrechte sowie ab 1996 als Professorin an der Universität von Ghana, an der sie von 1996 bis 2002 auch Dekanin der juristischen Fakultät fungierte. Darüber hinaus unterrichtete sie, insbesondere zu Frauen- und Geschlechterfragen in den Rechtswissenschaften, an verschiedenen Universitäten im Ausland als Gastprofessorin, so an der Temple University und an der Northwestern University in den USA, an der Universität Leiden in den Niederlanden sowie an der Imo State University in Nigeria.
Im Februar 2003 wurde sie zur Richterin an den neugegründeten Internationalen Strafgerichtshof in Den Haag gewählt. Ihre Wahl erfolgte nach Nominierung durch die Regierung ihres Heimatlandes über die Vorschlagsliste A für Kandidaten mit ausgewiesener Kompetenz im Bereich des internationalen Rechts. Nach Ablauf ihrer ersten dreijährigen Amtszeit wurde sie Anfang 2006 für weitere neun Jahre wiedergewählt. Von 2003 bis 2009 amtierte sie als Vizepräsidentin des Gerichtshofs, an dem sie der Berufungsabteilung zugeordnet war.

## Werke (Auswahl)
- Women & Law in West Africa: Situational Analysis of some Key Issues affecting Women. Legon 1998 (als Herausgeberin)
- Women and Law in West Africa. Gender Relations in the Family – A West African Perspective. Accra 2003
- Women and Law in Sub-Saharan Africa. Accra 2003 (als Mitautorin)